# تابيرنامونتانا متموجة
تابيرنامونتانا المتموجة أو تابيرنامونتانا أوندولاتا (بالإنجليزية: Tabernaemontana undulata)‏، أو becchete، أو bëcchëte (تُنطق b'-chéw-teh،[بحاجة لتوضيح النطق] كلمة في لغة قبائل الماتيس Matisولغة قبائل الماتسيس Matsés تشير إلى النباتات الطبية) هو نوع نباتي في فصيلة الدفلية. يوجد في غابات الأمازون المطيرة.

## التأثيرات العلاجية
كان نبات التابيرنامونتانا المتموجة يُستخدم في الوصفات العلاجية قديمًا، حيث يبدأ الشامان تحضير الدواء بإزالة الطبقات الخارجية من لحاء جذر الشجرة ويضعها في ورقة. ثم يقوم الشامان بتلاوة طلاسم ونداءات لأرواح حيوانية محددة، مثل قرد السنجاب، والطائر الطنان، والغزلان. ثم يقوم بوضع نشارة الخشب داخل قطن الكابوك، ويخلطها بالماء، ثم يلفها في ورقة تعمل كقطارة للعين. ذكرت بعض القبائل أنه عندما ييوضع مباشرة على العين فإن له تأثير يُعطي أحساس بأن البيئة أصبحت ذات ملمسًا وأبعادًا أكبر، مما يجعل من السهل اكتشاف الحيوانات أثناء الصيد. وتشير التقارير إلى أن تلك التأثيرات تستمر لفترة طويلة، إذ تستمر لأيام أو أسابيع، وليس لبضع ساعات فقط. بالإضافة إلى تعزيز البصر، هناك أيضًا زيادة في الطاقة. ولكن عند وضعه في العين، قد يتسبب في حرقة العين، وذلك مُتوقع باعتبار أن هذه العشبة يجري استخراجها من مياه نهر الأمازون التي تحتوي على نسبة عالية من حمض التانيك، والذي بحد ذاته قد يسبب حرقة العينين. في القاموس الإثنونباتي الأمازوني الذي كتبه جيمس أ. ديوك ورودولفو فاسكيز ، ورد أن الهنود الأمازونيين من قبيلة تيكونا كانوا يخلطون المستحلب من نوع وثيق الصلة، يسمى تابيرنامونتانا سانانهو Tabernaemontana sananho، مع الماء من أجل علاج جروح العين. بالإضافة إلى استخدامه للعينين كما تفعل قبائل ماتيس وتيكونا، فإنه يمكن تناوله عن طريق الفم في أغلب الأحيان كما ذكرت قبيلة ماتسيس.

## المكونات النشطة
يحتوي نبات التابيرنامونتانا المتموجة Tabernaemontana undulata على قلويدات الإيبوغايين، وهي مركبات ذات تأثير نفسي طبيعي. يُستخدم الإيبوجان في علاج الألم وعلاج إدمان المواد الأفيونية. ويُستخدم بجرعات منخفضة، لأنه يُعتبر منبهًا ومثيرًا للشهوة الجنسية.

## التاريخ
كان سكوت والاس Scott Wallace من مجلة ناشيونال جيوغرافيك أول شخص يذكر استخدام هذا النبات في صنع الدواء في منطقة حوض الأمازون، حيث ذكر أن قبيلة ماتيس تستخدمه كعلاج طبي. اكتشف دان جيمس بانتون Dan James Pantone، أحد مؤسسي حركة الأمازون من أجل الكفاف القبلي والاستدامة الاقتصادية (ماتسيس MATSES)، أن قبيلة ماتسيس تستخدم أيضًا هذا النبات. وفي سبتمبر 2008، جمع بانتون عينات نباتية من غابات الأمازون المطيرة في أراضي قبيلة ماتسيس الهندية في منطقة نهر ياكيرانا على حدود بيرو مع البرازيل. وبالتعاون مع علماء نبات آخرين في جامعة الأمازون الوطنية البيروفية (UNAP) في إكيتوس ، بيرو، تمكن من تحديد نوع النبات على أنه التابيرنامونتانا المتموجة Tabernaemontana undulata ، وهو جزء من جنس Tabernaemontana وعائلة النباتات الدفلية Apocynaceae. أنتجت شركة بانتون فيديو وثائقيًا يُظهر استخدام قبيلة ماتيس لهذا النبات كدواء تقليدي.

## معرض الصور

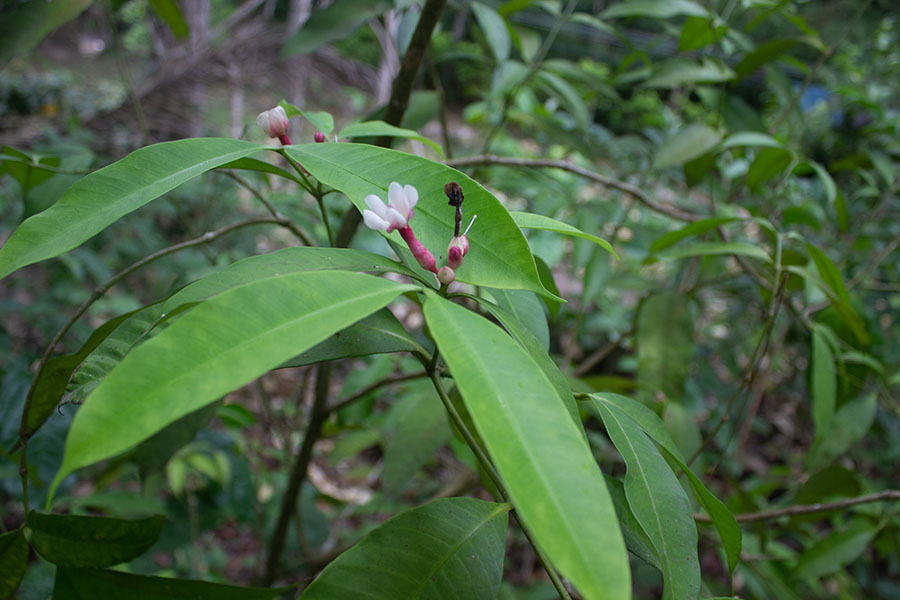
صورة النبات في الحديقة النباتية في Centro Takiwasi
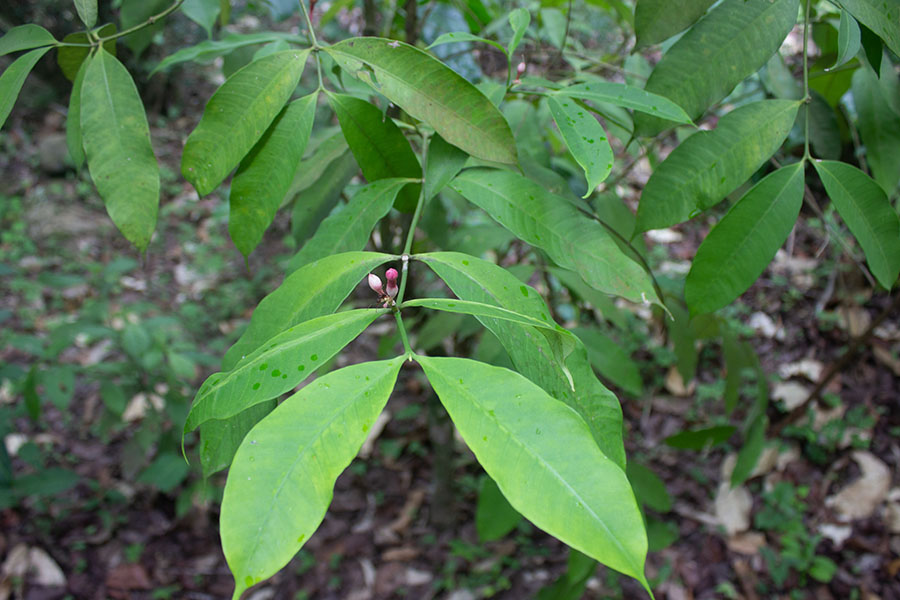
صورة النبات في الحديقة النباتية في Centro Takiwasi